# 鳴子ダム
鳴子ダム（なるこダム）は、宮城県大崎市、一級河川・北上川水系江合川に建設されたダムである。
国土交通省東北地方整備局が管理する国土交通省直轄ダムで、高さ94.5メートルのアーチ式コンクリートダムである。江合川の治水と水力発電、大崎耕土の利水を目的とした特定多目的ダム。ダムによって形成された人造湖は荒雄湖（あらおこ）と命名された。栗駒国定公園に指定されている。
また、複雑なカルデラ地形の地に外国の技術者を招かずに日本の技術者だけで建設した、日本初の100m級アーチ式コンクリ－トダムであり、2016年度土木学会選奨土木遺産に認定された。

## 地理
鳴子ダムが建設された江合川は、北上川の旧流路である旧北上川に合流する宮城県最大の北上川水系の河川である。荒雄岳北東を水源として荒雄岳を囲むように流れ、ダム地点を通過後南東に流路を替え、途中大崎市古川において鳴瀬川に通じる放水路・新江合川を分流したあと旧北上川に合流する。ダムは鳴子峡のある大谷川が江合川に合流する地点の直上流に建設された。ダム建設時の所在地は玉造郡鳴子町であったが、平成の大合併により大崎市となった。ダム名は旧町名である鳴子町から採られている。すぐ下流には東北有数の温泉郷・鳴子温泉がある。

## 沿革
旧北上川に合流する河川として迫川に並ぶ大支川・江合川は宮城県の穀倉地帯を潤すが、古くから数多の氾濫を繰り返してきた。1931年（昭和6年）より江合川改修工事が開始され引堤などが行われるようになったが、更なる河川改修を図るべく宮城県土木部は1941年（昭和16年）より「江合川河水統制事業」の一環として現在の地点において実施計画調査を開始したが戦争の激化により中断となった。戦後1947年（昭和22年）のカスリーン台風、翌1948年（昭和23年）のアイオン台風で北上川水系が未曾有の大洪水を受けたのを機に、建設省（現・国土交通省東北地方整備局）は1949年（昭和24年）に「北上川上流改訂改修計画」を策定し、北上川上流部の「北上川五大ダム」計画を進めた。
一方、北上川水系に属する江合川は北上川とは別個に、且つ鳴瀬川水系と合一で「改訂改修計画」の指定河川となった。これは岩手県内と宮城県内で治水事業を分割する方針であったと言われている。「江合川・鳴瀬川改訂改修計画」に基づき江合川・鳴瀬川に多目的貯水池による洪水調節を図ろうとし、江合川のダム計画を継続する一方で鳴瀬川には「内野ダム計画」を進めた。因みにその後鳴瀬川ではダム地点の変更が幾度か行われ、最終的に1973年（昭和48年）から治水ダムとして漆沢ダムの建設が進められ、その後補助多目的ダムに事業変更され1980年（昭和55年）に完成している。
こうして進められた改訂改修計画は、北上川流域が1954年（昭和29年）「北上特定地域総合開発事業」の指定地域となった事から更に総合的な河川開発が強力に推進されるようになった。北上川水系の総合開発を計画する建設省は岩手県下では「北上川総合開発事業」（KVA）、宮城県下では「江合川（荒雄川）総合開発事業」を進めた。この中で宮城県が計画していたダム計画を継承し、「鳴子ダム建設事業」として1951年（昭和26年）に実施計画調査を開始したのである。尚、宮城県内の北上川水系におけるもう1つの主要支川・迫川に関しては宮城県土木部が「迫川総合開発事業」として花山ダム（迫川）の建設に着手している。

## 目的
ダムの高さは94.5m。型式はアーチ式コンクリートダムである。アーチ式コンクリートダムの施工は三成ダム（斐伊川本川。島根県）、上椎葉ダム（耳川本川。九州電力株式会社）に次いで国内3例目であった。鳴子ダムは前述の2ダムと異なり、日本人のみで建設された初の純国産アーチダムである。1951年（昭和26年）に建設が開始され、1958年（昭和33年）に7年の歳月を掛けて完成した。目的は洪水調節・不特定利水及び東北電力株式会社による水力発電である。

## 観光
ダムは紅葉で有名な鳴子峡やこけしで有名な「奥州三名湯」の一つ鳴子温泉に程近く、ダム湖の荒雄湖を含め栗駒国定公園に指定されている。ダム左岸を通る国道108号は仙秋サンラインとも呼ばれ、上流に進むと鬼首温泉を経由して秋田県湯沢市に至る。JR陸羽東線鳴子温泉駅からも至近距離にあり、多くの観光客が訪れる。特に春の新緑の時期には、雪融け水によるダム天端からの放流が見られるが、簾の様に静かに水紋を描きながら放流する姿は「すだれ放流」と呼ばれている。5月5日まではダム直下流にこいのぼりの泳ぐ姿も見られるが、「すだれ放流」とこいのぼりの泳ぐ姿が重なり、さながら「鯉の滝登り」の様に見えるという（写真参照）。すだれ放流はGWの3日間のみ行われ、写真家やダム愛好家がこの光景を一目見ようと多く訪れる。
秋には鳴子峡から荒雄湖に至る江合川一帯が鮮やかな紅葉に包まれ、東北随一の紅葉の名所として多くの観光客が訪れるが、国道108号は激しく混雑するので要注意である。

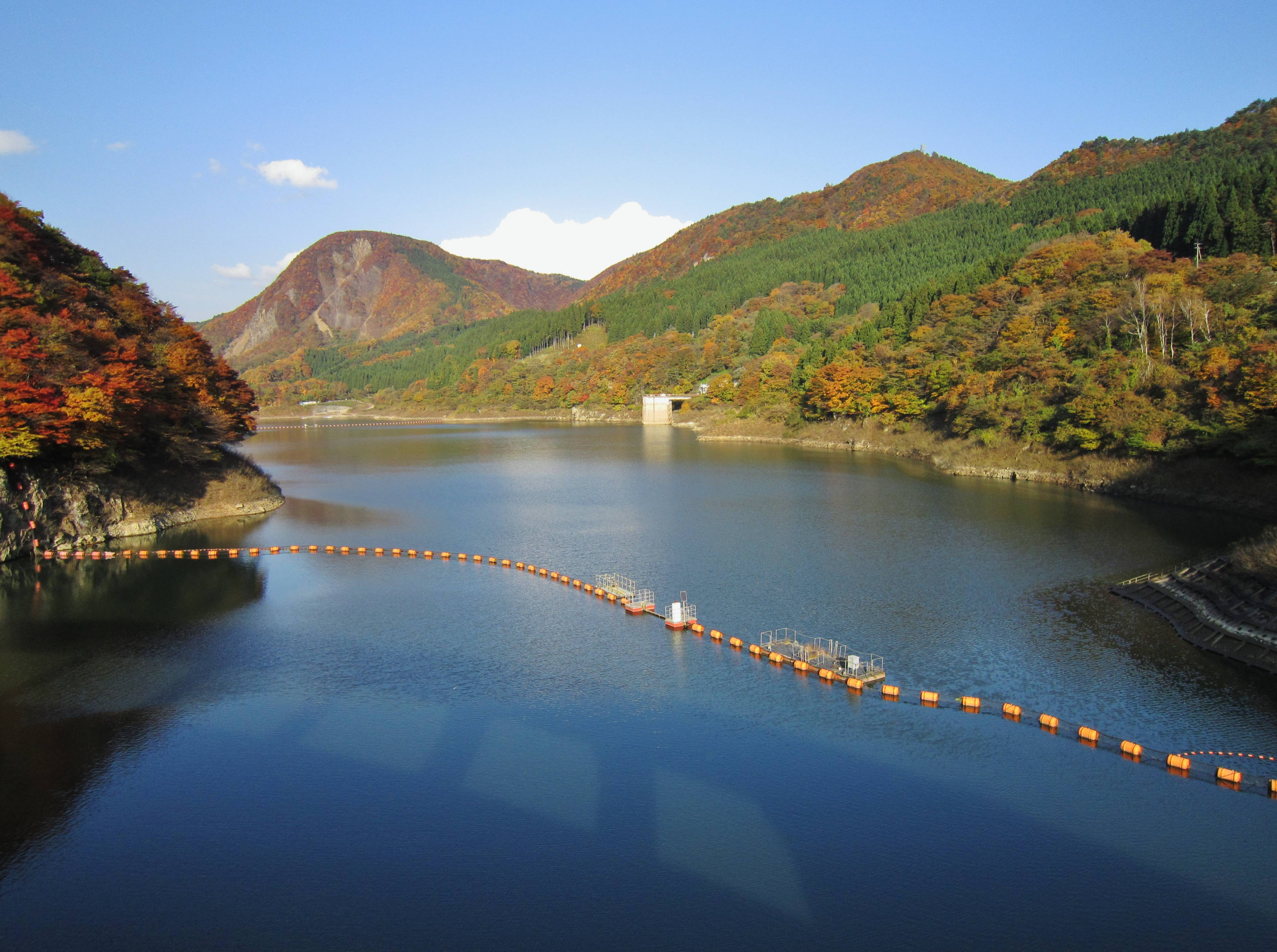
荒雄湖
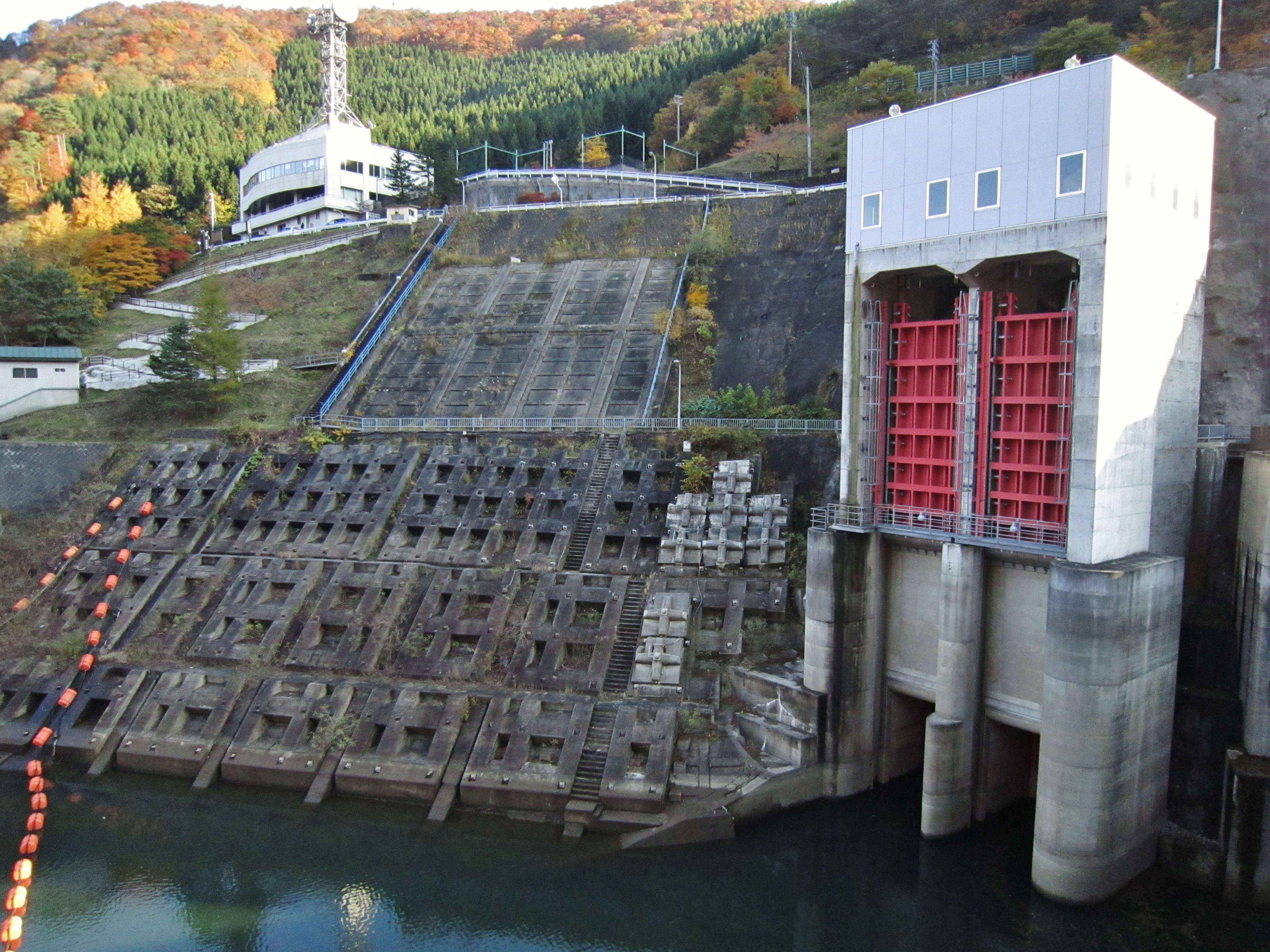
常用洪水吐
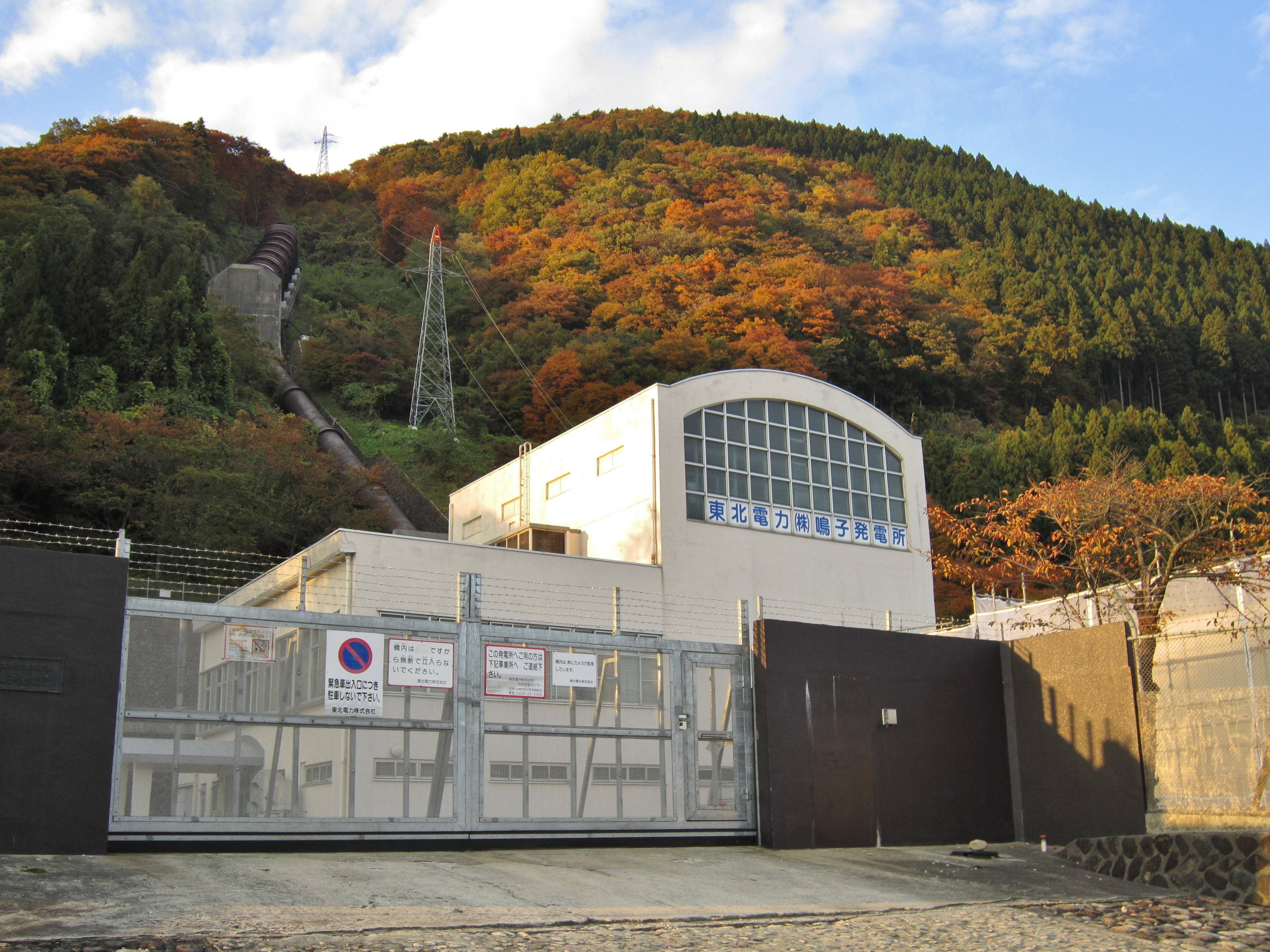
鳴子発電所
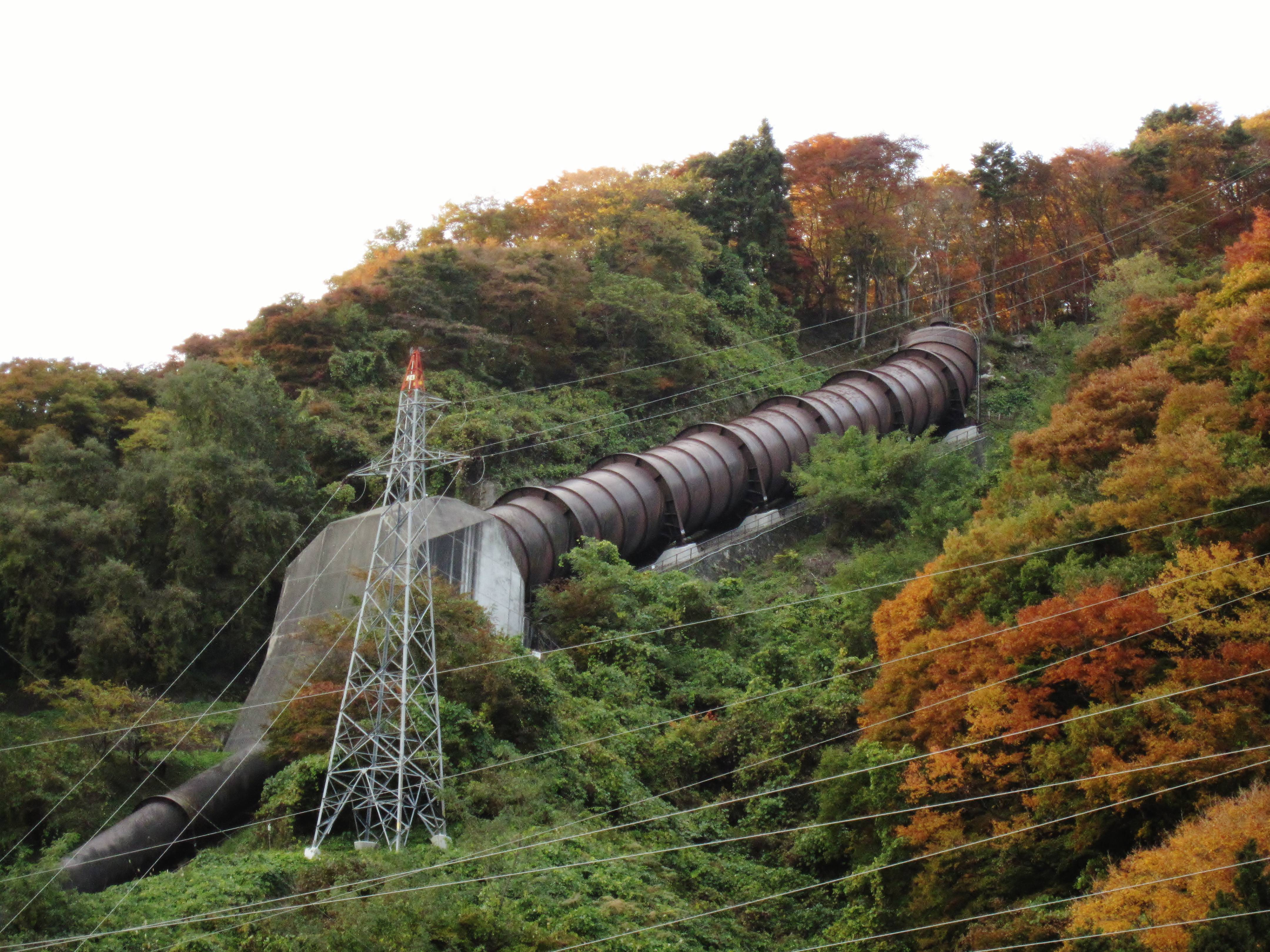
鳴子発電所の特徴的なサージタンク
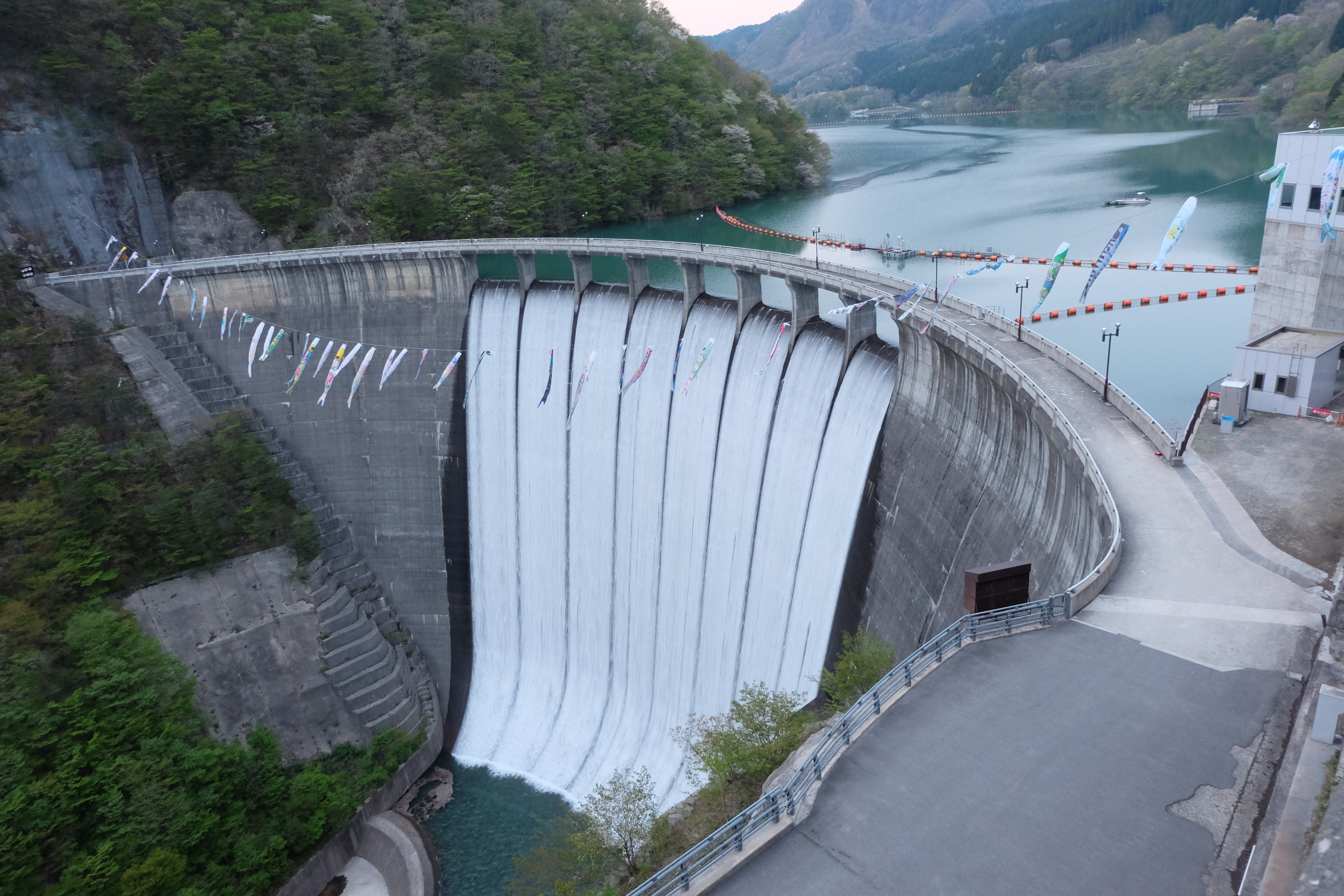
放流の様子（2014年5月）
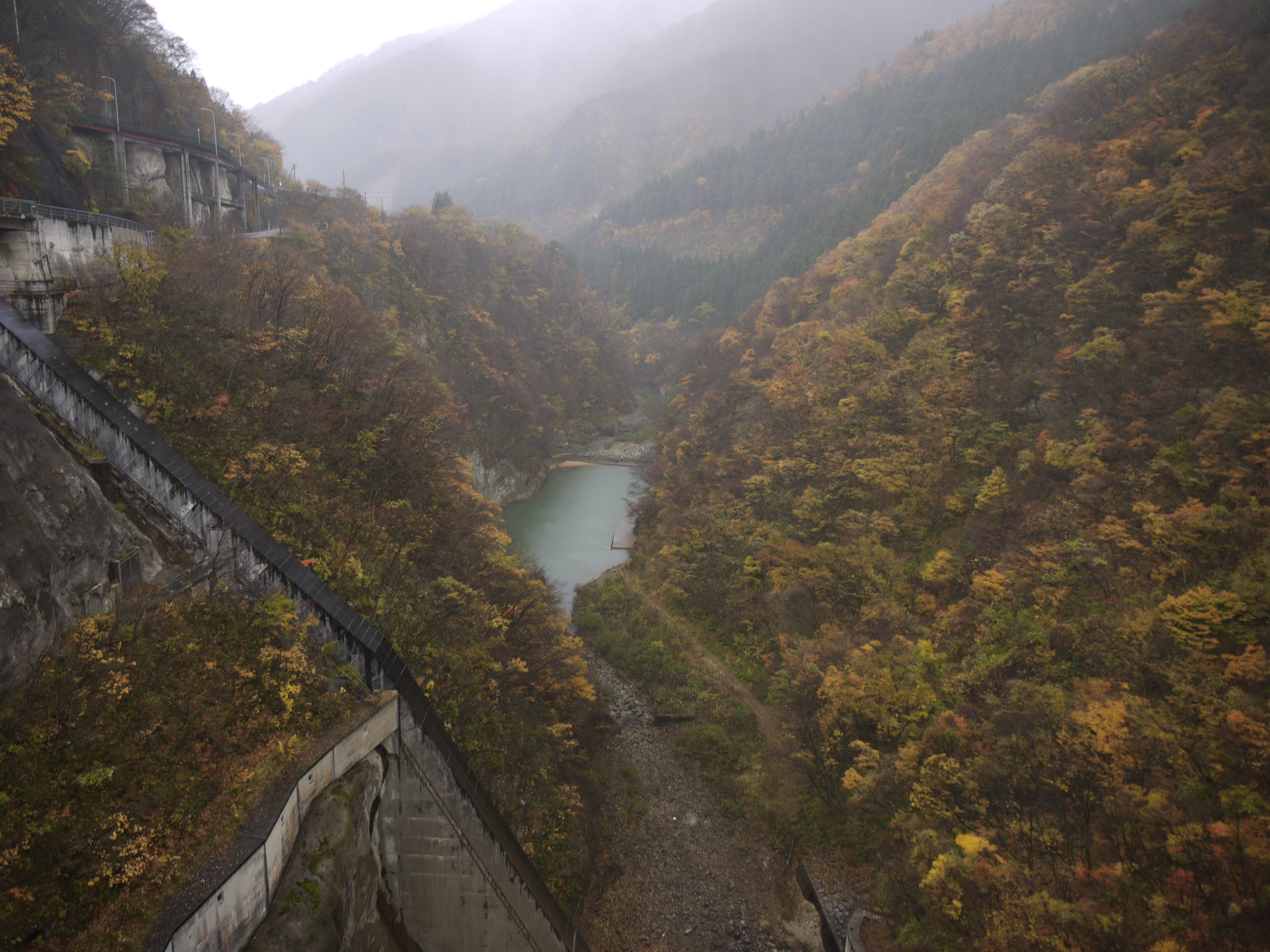
ダム堤体から下流を望む（2012年11月）
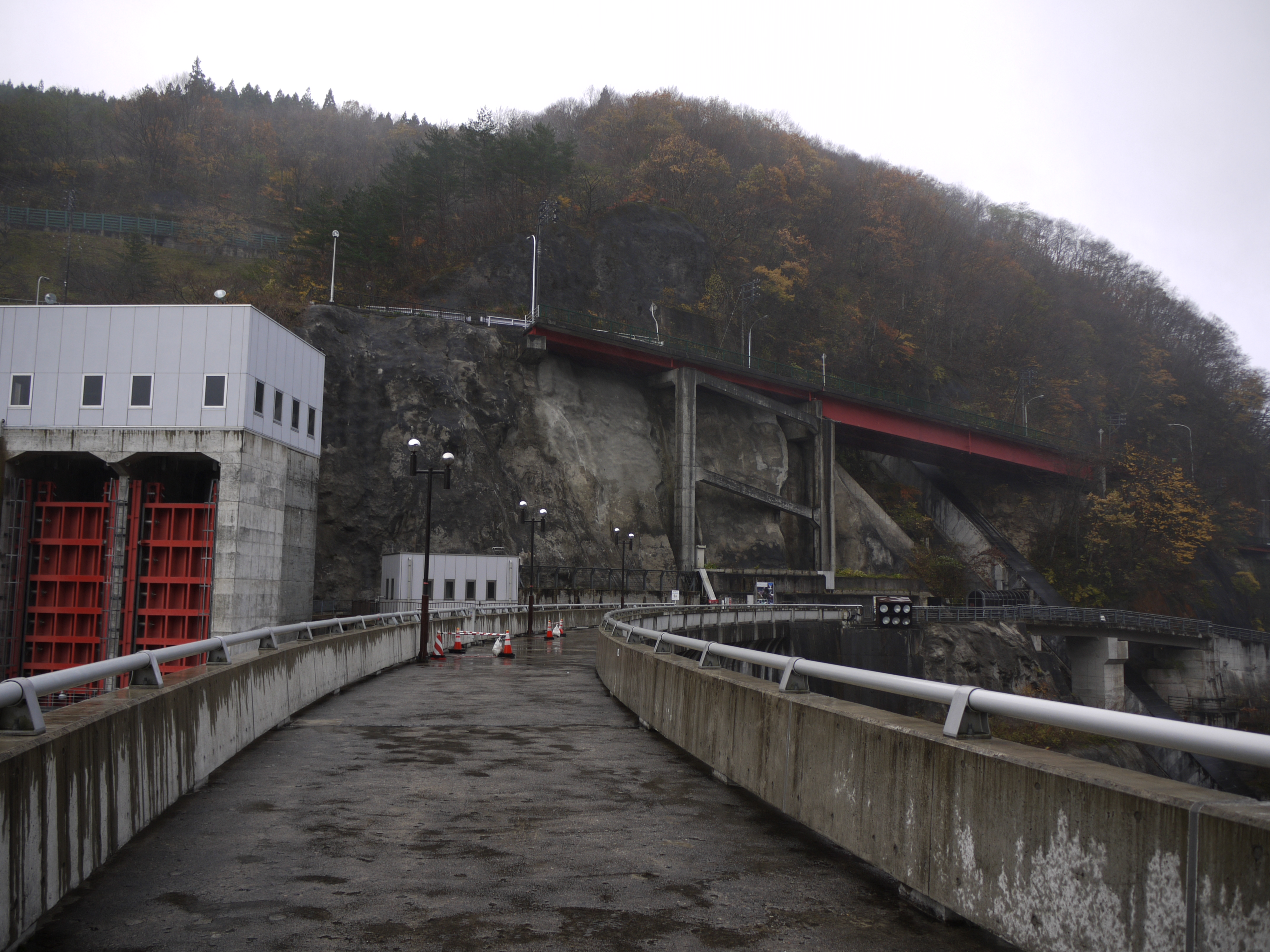
天端は道路になっていて歩くことができる（2012年11月）
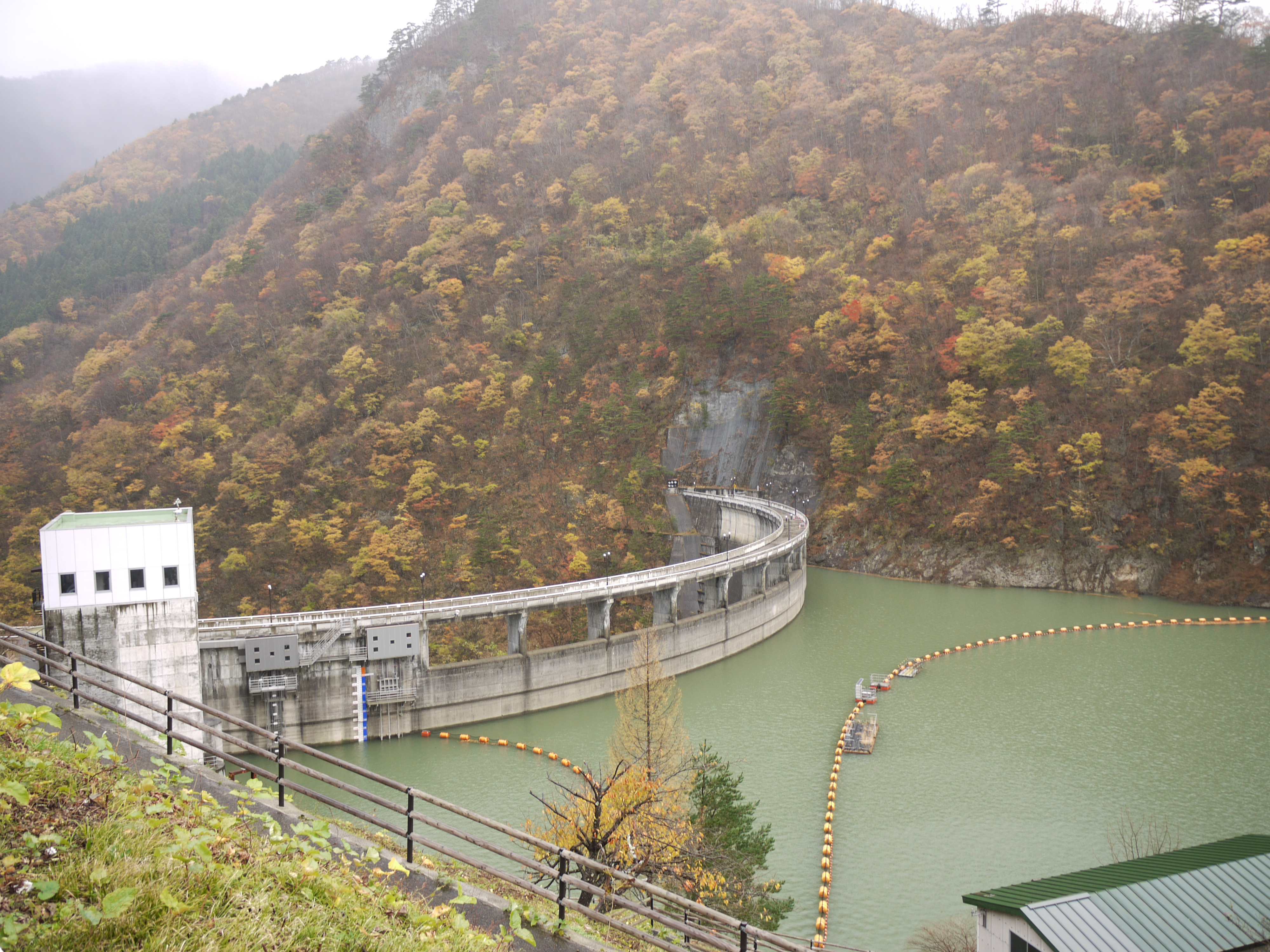
ダム湖側からみた堤体（2012年11月）